# Джанги (танец)
Джанги или «джен-ги» (азерб. Cəngi) — азербайджанский национальный военный танец. По тематическому содержанию танец относится к героическим военным танцам.

## Этимология
Само слово «джанги» (или «дженги») в переводе с азербайджанского означает «боевой» и происходит от слова «джанги», означающим «бой», «битва».

## Исполнение танца
«Джанги» является воинственным массовым мужским танцем и считался одним из ярких примеров азербайджанского мужского танца. Исполнители танца выстраиваются в ряд и сначала как бы вызывают противника на поединок. После этого танцоры, выполняя ловкие, сильные, мужественные движения, воспроизводят сам момент боя. Танец исполняется группой танцоров. Исполнители держат в руках мечи и щиты, из-за чего сцена напоминает поле боя.
Пользуясь большой популярностью, танец «Джанги» был исключительно мужским воинственным танцем и часто исполнялся со щитами. В советские годы танец вошёл в репертуар танцевальных ансамблей и стал пользоваться любовью у народов Советского Союза.
Как и многие ашугские мелодии, мелодия танца основана на ладе Шур. Музыкальный размер 2/4.
Мелодия танца олицетворяет дух героизма и воинственности. Её исполняли как во время состязаний богатырей на арене, так и на полях для скачек. Музыка танца, как правило исполняется группой зурначи.

## В культуре
На основе мелодий в стиле жанра танца «Джанги» азербайджанский композитор Узеир Гаджибеков создал современные марши-джанги, необычайно подъёмные, динамичные, с чётким упругим ритмом.
Танец использован в 3-м действии оперы «Кёроглы» Узеира Гаджибекова и в 1-м действии балета «Семь красавиц» Кара Караева.
Азербайджанский композитор Васиф Адыгёзалов использовал ритмы танца «Джанги» в написанной им кантанте «Новрузум».